# Jon Bogdanove
Jonnathan Bogdanove (* 7. Mai 1958 in Albany, New York) ist ein US-amerikanischer Comiczeichner und -autor. Bogdanove wurde vor allem als langjähriger Zeichner der Comicserie Superman: Man of Steel sowie als Mitschöpfer der Comicfigur Steel sowie der dazugehörigen Comicserie bekannt.

## Leben und Arbeit
1991 begann Bogdanove die Comicserie Superman: Man of Steel zu zeichnen. Seine Partnerin bei der Gestaltung dieser Comicserie um den klassischsten aller Superhelden war die Autorin Louise Simonson. Bogdanove zeichnete beinahe ausnahmslos alle Hefte der „Man of Steel“-Serie bis zur Nummer #87 im Jahr 1999, als er die Serie, die er zuletzt als Co-Autor mitverfasst hatte, verließ, um sich anderen Projekten zu widmen. Besondere Beachtung unter den Dutzenden von Superman-Geschichten, die er in den Jahren 1991 bis 1999 gestaltete, fand eine Geschichte aus Man of Steel #81 bis 83, in der er und Simonson sich der Thematik des Warschauer Ghettos und des Holocausts widmeten. Obwohl vielfach Kritik geäußert wurde, die Aufarbeitung eines solchen Themas in einem Comicheft, zumal in einer Superhelden-Serie wie Superman, sei unangemessen, fand die Geschichte auch positiven Widerhall: So lobte etwa die Abteilung für die Verfolgung von Kriegsverbrechen im US-Justizministerium, Bogdanove hätte sich der Problematik in angemessenerer Weise genähert als etwa der Film Schindlers Liste.
1993 schufen Bogdanove und Simonson den Superhelden Steel, einen der ersten afroamerikanischen Comichelden, dessen gleichnamige Serie Bogdanove einige Jahre lang betreute.
Weitere Serien, an denen Bogdanove arbeitete, waren Power Pack, Incredible Hulk, X-Factor und Fantastic Four Versus The X-Men (1987). Für das US-amerikanische Bildungsministerium gestaltete er das Comicheft Adventures In Reading: Amazing Spider-Man Battle Against Illiteracy.